# Black Face
 (février 2012).
Si vous disposez d'ouvrages ou d'articles de référence ou si vous connaissez des sites web de qualité traitant du thème abordé ici, merci de compléter l'article en donnant les références utiles à sa vérifiabilité et en les liant à la section « Notes et références ».
Black Face est la vingtième histoire de la série Les Tuniques bleues de Lambil et Raoul Cauvin. Elle est publiée pour la première fois du no 2315 au no 2325 du journal Spirou, puis en album en 1983.

## Résumé
La Guerre de Sécession perdure, au grand dam du général Alexander. Ce dernier réunit son état-major et envisage une nouvelle stratégie consistant à provoquer une révolte chez la population noire sudiste afin de déstabiliser les lignes ennemies. Les Nordistes sont censés se battre officiellement pour l'abolition de l'esclavage et la liberté de la population noire. Le régiment de Stark étant décimé, ils décident d'envoyer les deux cavaliers survivants, Blutch et Chesterfield en territoire ennemi. Ils accompagnent pour cela un fossoyeur noir, qui se fait surnommer par les soldats Black Face. Malheureusement, Blutch et Chesterfield se retrouvent séparés de leur homme, qui se rend alors auprès de la population locale, pour prêcher la révolte, non pas uniquement contre les Sudistes, mais contre la population blanche tout entière. En effet, Black Face considère que, qu'on soit chez les Nordistes ou chez les Sudistes, la solution pour les noirs reste la même : ils sont toujours inférieurs aux Blancs, et ne peuvent se prétendre libres.
Très vite, la situation dégénère. Incontrôlable, Black Face multiplie les incendies et les attaques contre les civils, avant de traverser la frontière pour se rendre dans le camp des Nordistes. Alexander doit alors faire face à une révolte de Noirs dans le camp censé défendre la cause de ces derniers. Ne pouvant mater cette révolte sans provoquer de sérieux problèmes politiques, le général décide de faire appel à Ripley, un lieutenant sadique mis aux arrêts. Il est ordonné à ce tortionnaire raciste et sa troupe d'endosser des uniformes confédérés avant de tuer Black Face, dans le but de faire accuser les Sudistes du massacre.
Apprenant les manigances du général Alexander, Blutch et Chesterfield parviennent à rejoindre puis à prévenir Black Face, réfugié dans une église avec ses hommes. L'insoumis refuse de se rendre, arguant qu'il sera exécuté de toute manière. Black Face laisse partir Blutch et Chesterfield avant d'affronter jusqu'à la mort Ripley et sa troupe de nordistes déguisés, lors d'un combat qui ne laisse aucun survivant.
Après ce combat sanglant, Blutch et Chesterfield décident de contrer le plan de leur général en brûlant les uniformes sudistes, mais ils sont arrêtés en flagrant délit par une patrouille de l'Union qui les présente ensuite au général Alexander. Celui-ci perd toute retenue et décide sadiquement de condamner les deux soldats à une exécution immédiate qu'il dirigera personnellement, mais le capitaine Stilman s'insurge et parvient à raisonner son supérieur, qui renonce à l'exécution et réaffecte le sergent et le caporal à leur affectation habituelle du 22e régiment de cavalerie du capitaine Stark.

## Personnages
- Sergent Chesterfield : à l'honneur dans cet album, Chesterfield se fâche très rapidement avec "Black Face", qui, en contrepartie, le surnomme Blanc d'œuf. Éternel naïf, Chesterfield croit en effet dur comme fer que la raison fondamentale de cette guerre est l'abolition de l'esclavage, et a par conséquent du mal à comprendre pourquoi "Black Face" se montre aussi désagréable avec lui. Il serait sans douce excessif de considérer Chesterfield comme un personnage raciste, mais la manière dont il envisage la condition noire, et la manière dont il lui arrive parfois de parler des Noirs est ambivalente. Sans condamner la population noire, il ressort clairement des idées de Chesterfield une forme de supériorité de la population blanche sur les Noirs, les Blancs devant aider et logiquement guider ces derniers. On comprend aisément en ce sens pourquoi lui et "Black Face" ne peuvent s'entendre.
- Caporal Blutch : en retrait dans cet album, Blutch est un spectateur neutre et impartial, qui laisse la plupart du temps Chesterfield et "Black Face" se taper dessus, sans émettre véritablement d'opinions sur les causes de cette guerre. Blutch est assez lucide dans cet album. Il se rapproche assez de "Black Face" dans leurs opinions sur la guerre, et partage sans doute son avis sur le fait que les Noirs ne sont qu'un prétexte dans cette guerre, mais ne cherche pas à prendre position.
- Black Face : personnage central de l'album, "Black Face" est une allégorie, un personnage sans nom, qui incarne brièvement toute la frustration d'une population qui, peu importe où elle se trouve, est toujours considérée comme une espèce inférieure devant se battre pour prouver aux Blancs qu'ils sont dignes d'être comme eux, d'être considérés comme des "hommes", ainsi que le sous-entend à plusieurs reprises Chesterfield. "Black Face" est un personnage intelligent et désabusé, qui sait pertinemment que, derrière les mensonges des Nordistes, la situation des Noirs, libres ou pas, ne change pas, car ils sont condamnés à exercer des travaux médiocres et à affronter le mépris de la population.
- Lieutenant Ripley : malade mental nordiste remis en circulation pour résoudre le problème "Black Face". En effet, quand ce dernier retourne dans les pays nordistes et commence à propager la révolte, Alexander doit trouver une solution pour éviter de déshonorer les forces de l'Union. Il envoie donc Ripley, un lieutenant tortionnaire et cruel, se battre contre les Noirs révoltés. Ripley ne laissera aucun survivant, mais mourra dans cet assaut avec tout son régiment. Étant donné sa réputation, il est probable que sa mort ne manquera pas à grand-monde.
- Général Alexander : le général envisage dans cet album une stratégie fumeuse et risquée pour affaiblir les Confédérés. Si on admet en effet que les Nordistes se battent pour l'abolition de l'esclavage, et donc, par extension, pour la liberté et les droits de la population noire, son idée ne semblait pas si mauvaise que ça... En réalité, Alexander sait très bien que les causes profondes de cette guerre ne sont pas la promotion de la liberté des Noirs, mais il escompte probablement sur la crédulité de cette population, considérée comme inférieure, pour se battre en leurs noms. Son plan se retourne malheureusement contre lui, car les Noirs sont loin d'être aussi crédules que ne l'est Chesterfield, et se retourneront, autant contre les Sudistes que contre les Nordistes. Il ressort en définitive une image peu glorieuse du général, qui est responsable d'un véritable carnage.
- Capitaine d'État-Major Stephen Stilman : de prime abord, Stilman se comporte en officier peu préoccupé par la conduite de la guerre, tranquillement assis comme à son habitude en sirotant silencieusement son jus de fruit. Durant l'exposé du plan d'Alexander, il se met à tousser bruyamment comme s'il avait avalé de travers son zeste de citron, dérangeant les autres officiers qui évoquent alors entre eux les origines sudistes du perturbateur. Cependant, loin d'être un simple officier incompétent, Stilman se distingue dans cet album en tant qu'homme avisé et non dépourvu de principes. Ainsi, il s'étrangle dès l'instant où Alexander parle de l'abolition de l'esclavage comme d'un simple prétexte de la cause nordiste. Enfin, à la suite de l'échec sanglant de la mise en scène imaginée par Alexander, Stilman écoute sa conscience et impose exceptionnellement son point de vue aux autres officiers, épargnant ainsi le peloton d'exécution à Blutch et Chesterfield.

## Historique
Pour écrire le scénario de Black Face, Cauvin s'est inspiré de divers documents traitant du rôle des noirs durant la guerre de Sécession. L'œuvre présente également des éléments issus de son imagination.
L'album indique bien les rôles qu’exerçaient les noirs autant du côté Nord que du côté Sud.
Dans la Confédération, les noirs portaient bien le nom d'esclaves et ceux-ci étaient considérés comme tels. Ils travaillaient essentiellement dans les plantations qui constituaient une grande ressource de main d’œuvre (p. 19). Dans l'Union, les noirs avaient effectivement le statut de libres mais occupaient tout de même une place inférieure aux blancs, ils étaient encore victimes de ségrégation. Ce titre autorisait les personnes noires à entrer dans l'armée mais ils exerçaient les plus sales corvées comme le nettoyage des latrines, l'ensevelissement des morts ou les travaux de terrassement (p. 5). Ils subissaient encore de la discrimination en ayant un salaire de misère  d'un montant de 7$ par mois qui ne leur permettait pas de vivre confortablement comme les blancs qui, eux, touchaient 13$ par mois (p. 20).
Le but de cette guerre est mentionné avec subtilité par Raoul Cauvin lors d'un dialogue de l'État-Major unioniste (p. 8). Pour les Unionistes, les généraux ont fait croire aux noirs que la guerre était menée pour l'abolition de l'esclavage mais en réalité, le but principal était l'appropriation des richesses venant du Sud, à savoir les champs de coton, ainsi que le maintien des États-Unis. Le Sud, lui, était contre l'abolition de l'esclavage car les noirs assuraient la survie de leurs plantations ainsi que le train de vie de l'aristocratie.
Enfin, le personnage de fiction "Black Face" nous en apprend également sur leur place dans l'armée unioniste. Cauvin a créé ce personnage pour représenter les noirs qui jouaient un rôle en tant qu'agents de renseignement au sein des troupes de l'Union.
Avec beaucoup de ressemblances avec la dure réalité des noirs en cette période, le manque de sources ne nous permet pas de dire si les rébellions de noirs du côté du Nord ont réellement eu lieu. Les événements cités en page 24 de la BD ne sont donc pas vérifiables.